# Michaił Kaganowicz
Michaił Moisiejewicz Kaganowicz (ros. Михаи́л Моисе́евич Кагано́вич, ur. 4 października?/16 października 1888 we wsi Kabany w guberni kijowskiej, zm. 1 lipca 1941 w Kazaniu) – radziecki polityk pochodzenia żydowskiego, ludowy komisarz przemysłu obronnego ZSRR (1937-1939) i przemysłu lotniczego ZSRR (1939-1940), brat Łazara i Julija.

## Życiorys
Po ukończeniu szkoły podstawowej był robotnikiem metalowcem, 1905 wstąpił do SDPRR, bolszewik. 
Kilkakrotnie aresztowany za działalność wywrotową, 1917-1918 członek sztabu oddziałów Czerwonej Gwardii na stacji Uniecza w guberni briańskiej. 1918-1922 przewodniczący Rewolucyjnego Komitetu Wojskowego w Arzamasie, przewodniczący rady w Surażu w guberni smoleńskiej, powiatowy komisarz żywności w Arzamasie, sekretarz powiatowego komitetu RKP(b). 1923-1927 przewodniczący Sownarchozu guberni niżnonowogrodzkiej. 1927-1934 członek Centralnej Komisji Kontroli WKP(b) w Moskwie, 1927-1930 członek Kolegium Ludowego Komisariatu Inspekcji Robotniczo-Chłopskiej ZSRR i zastępca członka Prezydium, a od 13 lipca 1930 do 4 lutego 1932 członek Prezydium Centralnej Komisji Kontroli WKP(b). Od 1931 szef Głównego Zarządu Przemysłu Maszynowego i zastępca przewodniczącego Wyższej Rady Gospodarki Ludowej ZSRR, 1932-1936 zastępca ludowego komisarza przemysłu ciężkiego ZSRR, od 10 lutego 1934 do śmierci członek KC WKP(b). Od 10 lutego 1934 do 10 marca 1939 zastępca członka Biura Organizacyjnego KC WKP(b), od 1935 do 8 grudnia 1936 szef Głównego Zarządu Przemysłu Lotniczego Ludowego Komisariatu Przemysłu Ciężkiego ZSRR. Od 8 grudnia 1936 do 15 października 1937 zastępca ludowego komisarza, a od 15 października 1937 do 11 stycznia 1939 ludowy komisarz przemysłu obronnego ZSRR. Od 11 stycznia 1939 do 10 stycznia 1940 ludowy komisarz przemysłu lotniczego ZSRR. Od 1940 do śmierci dyrektor fabryki nr 124 Ludowego Komisariatu Przemysłu Lotniczego ZSRR w Kazaniu. 
Odznaczony Orderem Lenina (13 sierpnia 1936) i Orderem Czerwonego Sztandaru Pracy (27 października 1938). 
Od 1937 deputowany do Rady Najwyższej ZSRR 1 kadencji. 
Zastrzelił się, aby uniknąć aresztowania,  po oskarżeniu o budowanie zakładów lotniczych w pobliżu radzieckiej granicy, aby wpadły w ręce Niemców. Pochowany na cmentarzu Nowodziewiczym.